# マンション管理新聞社
株式会社マンション管理新聞社（まんしょんかんりしんぶんしゃ）は、マンション管理に関する専門紙『マンション管理新聞』を発行する日本の新聞社。

## 概要
分譲マンションの管理組合向けの組合運営情報や維持管理情報、マンション管理業者向けの業界動向、自治体や管理組合団体、マンション管理士団体の動向や事件、裁判の調査、解説。諸官公庁からのニュースなどを伝えている。
創刊当時は主に管理業者向けだった紙面が、改正区分所有法の施行やマンション管理適正化法の施行以降、管理組合向け情報が増えマンション管理に関わる総合新聞となった。
1985年4月に創刊。当初は毎月10日と25日の月2回発行だった。判型は現在と同じタブロイド。

## 支局
- 大阪支局
- 名古屋支局